# Église Saint-Maurice d'Aguilcourt
L'église Saint-Maurice d'Aguilcourt est une église située à Aguilcourt, en France.

## Localisation
L'église est située sur la commune d'Aguilcourt, dans le département de l'Aisne.

## Historique
L'église a subi des dommages lors de la Première Guerre mondiale [1].